# Moema quiii
Moema ortegai es un pez de la familia de los rivulinos en el orden de los ciprinodontiformes.

## Distribución geográfica
Se encuentran en la cuenca del río Madre de Dios, en Perú.